# Erichshagen (Angermünde)

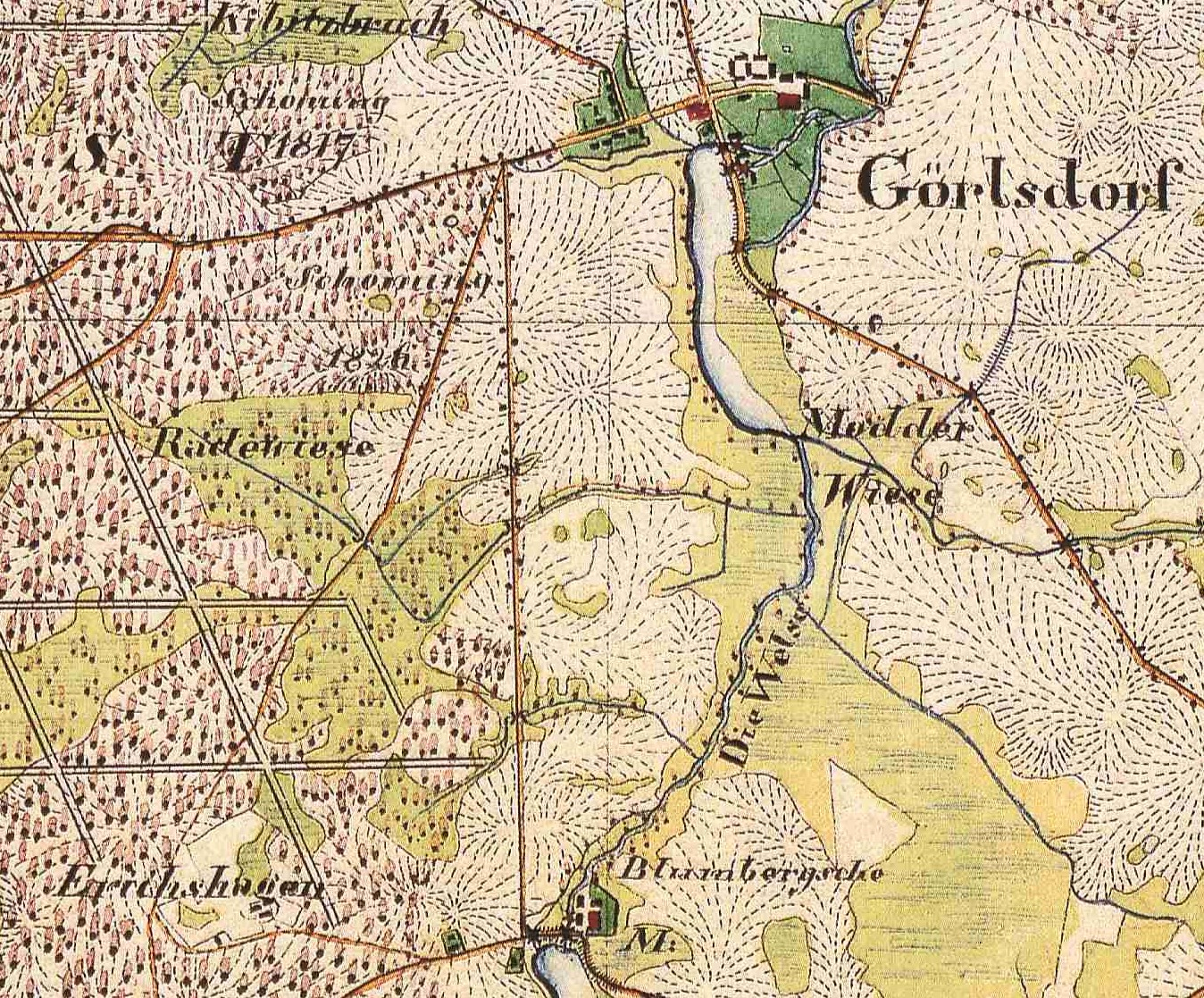
Görlsdorf mit dem Wohnplatz Blumberger Mühle und dem heute abgegangenen Wohnplatz Erichshagen auf dem Urmesstischblatt Blatt 2949 Greiffenberg von 1826

Erichshagen war ein Wohnplatz im Ortsteil Görlsdorf der Stadt Angermünde im Landkreis Uckermark (Brandenburg). Der Wohnplatz wurde um/vor 1732 neu aufgebaut und wurde nach 1950 abgerissen.

## Lage
Der Wohnplatz Erichshagen lag ca. 2,2 km südwestlich vom Ortskern von Görlsdorf, ca. 2,6 km nordöstlich von Wolletz und ca. 500 Meter westlich des Wohnplatzes Blumberger Mühle. Er lag auf ca. 44 m ü. NHN.

## Geschichte
1732 wird Ehrichshagen erstmals erwähnt. Es bestand damals aus zwei Häusern in der Glambeck-Görlsdorfer Kavelheide der Flemsdorfer Kavel. Nach dem Historischen Ortslexikon handelt es sich wahrscheinlich um den 8. Teil an Wolletz des von Greiffenberg zu Flemsdorf. 1745 ist das Heydehauß alt in der Greiffenberger Cavelheide erwähnt. In einem Mehrfamilienhaus wohnten mehrere Einlieger. Es gehörte damals gemeinsam den von Happe, von Hake, von Holtzendorf, von Greifenberg auf Flemsdorf, von der Hagen zu Schmiedeberg, von Bardeleben auf Glambeck und von Buch auf Stolpe. Das neue Heidehaus wurde später Redernswalde genannt. Im Schmettauschen Kartenwerk von 1767/87 ist die Siedlung Schützhaus genannt. 1775 sind vier Einlieger und Büdner genannt, insgesamt 17 Personen, die in Mehrfamilienhäusern (Gärtnerwohnungen in der Cavel) wohnten. 1790 ist Erichshagen als Rittervorwerk bezeichnet mit drei Einliegern und zwei Feuerstellen. Vermutlich bedeutet hier Rittervorwerk lediglich, dass der Wohnplatz zum Rittergut Görlsdorf gehörte.
Friedrich Wilhelm Bratring beschreibt Erichshagen 1801 als Forsthaus und Gärtnerwohnung bei und zu Wolletz gehörig, in der Cavelheide mit zwei Feuerstellen und 17 Einwohnern. Besitzer war der von Rohr zu Alt-Künkendorf. Nach dem Historischen Ortslexikon gehörte Erichshagen aber seit 1797 den von Bredow zu Flemsdorf. Damals war der Wohnplatz auch einmal Bredowswalde genannt, der sich jedoch nicht durchsetzte. Im 1817 Ortschafts=Verzeichniß des Regierungs=Bezirks Potsdam ist der Wohnplatz als Forsthaus Erichshagen (A. Schützenhaus) aufgeführt. Hier wohnte der Förster, der für die Cavelheide zuständig war. Nach diesem Verzeichnis gehörte der Wohnplatz vielen Herren. Erichshagen hatte damals 27 Einwohner, die nach Wolletz eingepfarrt waren.
1840 bestand das Etablissement Erichshagen aus zwei Wohnhäusern, und hatte 12 Bewohner. Es gehörte damals schon zum Rittergut Görlsdorf. Nach der Ortschafts-Statistik des Regierungs-Bezirks Potsdam mit der Stadt Berlin von 1861 (gibt den Stand 1860 wieder) standen in Erichshagen zwei Wohnhäuser und drei Wirtschaftsgebäude. Die Siedlung hatte 24 Einwohner und gehörte zum Gutsbezirk Görlsdorf. 1871 hatte Erichshagen mit seinen zwei Wohnhäusern 16 Einwohner.
Mit der Kreisreform von 1872 und der Bildung der Amtsbezirke wurde der Gutsbezirk Görlsdorf (einschl. des Etablissement Erichshagen) dem Amtsbezirk 20 Görlsdorf des Kreises Angermünde zugeteilt. 1897 ist Erichshagen als Kolonie bezeichnet. 1912 hatte Erichshagen 23 Einwohner, 1925 25 Einwohner.
1928 wurde der Gutsbezirk Görlsdorf (einschl. Erichshagen) mit dem Gemeindebezirk Görlsdorf zur Gemeinde Görlsdorf vereinigt. 1931 war Erichshagen Wohnplatz der Gemeinde Görlsdorf. 1950 und 1957 gehörte es als Wohnplatz zur Gemeinde Kerkow. Für 1950 nennt das Historische Ortslexikon noch das Blockhaus Erichshagen. Wann genau die Gebäude abgerissen wurden, ließ sich bisher nicht ermitteln. Das Areal gehört heute wieder zur Gemarkung Görlsdorf.